# Miscellanea Botanica
Miscellanea Botanica (abreviado Misc. Bot.) es un libro con ilustraciones y descripciones botánicas que fue escrito por el médico y un botánico italiano; Antonio Bertoloni y publicado en 24 volúmenes en los años  1842-1863.